# Orchestre de chambre de Los Angeles
L'Orchestre de chambre de Los Angeles (Los Angeles Chamber Orchestra en anglais) est un orchestre de chambre américain fondé en 1968, basé à Los Angeles.

## Historique
L'Orchestre de chambre de Los Angeles est un ensemble fondé en 1968. Le premier directeur musical de la formation est en 1969 Sir Neville Marriner.
En 2018, le chef d'orchestre espagnol Jaime Martín (en) est nommé à la direction musicale de l'orchestre à compter de la saison 2019-2020.
L'effectif de la formation est de 40 musiciens.

## Directeurs musicaux
Comme directeurs musicaux de l'ensemble, se sont succédé :
- Neville Marriner (1969-1979) ;
- Gerard Schwarz (1979-1986) ;
- Iona Brown (1987-1992) ;
- Christof Perick (en) (1992-2001) ;
- Jeffrey Kahane (en) (2001-2017[4]) ;
- Jaime Martín (en) (depuis 2018[3]).

## Créations
L'orchestre de chambre de Los Angeles est le créateur de plusieurs œuvres, de Paul Creston (Sâdhanâ, commande de l'ensemble, 1981), Jacob Druckman (Nor Spell nor Charm, commande conjointe avec l'Orpheus Chamber Orchestra et l'Orchestre de chambre de Saint Paul, 1992), Ernst Křenek (Arc of Life, 1982), Hannah Lash (en) (This Ease, 2014), Joseph Schwantner (Distant Runes and Incantations, 1983), notamment.